# Saint-Siméon (Seine-et-Marne)
Saint-Siméon település Franciaországban, Seine-et-Marne megyében. Lakosainak száma 895 fő (2022. január 1.). Saint-Siméon Chailly-en-Brie, Chauffry, Choisy-en-Brie, Marolles-en-Brie, Saint-Denis-lès-Rebais és Saint-Rémy-de-la-Vanne községekkel határos.

## Népesség
A település népessége az elmúlt években az alábbi módon változott:
| Lakosok száma | 892  | 901  | 909  | 896  | 894  | 896  | 905  | 908  | 895  |
|               | 2013 | 2015 | 2016 | 2017 | 2018 | 2019 | 2020 | 2021 | 2022 |